# Imperium (wrestling)
Imperium è una stable di wrestling attiva nella WWE a partire dal 2019, composta da Gunther e Ludwig Kaiser.
Inizialmente era una stable e ne facevano parte Alexander Wolfe e Fabian Aichner/Giovanni Vinci.

## Storia

### WWE (2019–presente)

#### NXT UKeNXT(2019–2022)

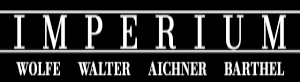
Logo della stable

Nella puntata di NXT UK del 22 maggio 2019, Fabian Aichner e Marcel Barthel sono intervenuti nel match valido per il WWE United Kingdom Championship fra Walter e Pete Dunne, aiutando il primo a mantenere la cintura. A fine match i tre fondano l'Imperium.
Nella puntata di NXT UK del 12 giugno, l'Imperium ha sconfitto i British Strong Style in un Six-man Tag Team match, grazie all'interferenza di un lottatore mascherato, rivelatosi Alexander Wolfe. A fine match quest'ultimo si è unito alla stable.
Nella puntata di SmackDown dell'8 novembre l'Imperium ha fatto un'apparizione nel main roster attaccando gli Heavy Machinery. Nella puntata di Raw dell'11 novembre l'Imperium è stato sconfitto da Kevin Owens, Seth Rollins e gli Street Profits.
Il 26 novembre a Survivor Series, Aichner e Barthel hanno partecipato ad una tag team Battle Royale, venendo eliminati da Robert Roode e Dolph Ziggler, mentre Walter ha preso parte al tradizionale 5-on-5-on-5 Survivor Series Elimination match contro il Team Raw e il Team SmackDown, venendo eliminato da Drew McIntyre.
Il 12 gennaio a NXT UK TakeOver: Blackpool II, Aichner e Barthel hanno preso parte ad un Fatal 4-Way Tag Team Ladder match per gli NXT UK Tag Team Championship, che comprendeva i Grizzled Young veterans, il duo composto da Morgan Webster e Mark Andrews e i campioni Mark Coffey e Wolfgang, che riuscirono a mantenere i titoli. 
Nella puntata di NXT del 13 maggio Aichner e Barthel hanno sconfitto Matt Riddle e Timothy Thatcher conquistando così l'NXT Tag Team Championship. Nella puntata di NXT del 17 giugno Aichner e Barthel hanno difeso con successo i titoli contro i Breezango a cui cedettero i titoli il 26 agosto a NXT dopo 105 giorni di regno. Nel 2021 presero parte al Dusty Rhodes Tag Team Classic, ma furono sconfitti da Gran Metalik e Lince Dorado negli ottavi di finale.
Nella puntata di NXT 2.0 del 4 aprile 2021 Aichner e Barthel sfidano i Creed Brothers. Verso la fine del match, però, Aichner abbandona il compagno da solo sul ring. Questo atto segna la sua uscita definitiva dalla stable.

#### SmackDown(2022–presente)
Nella puntata di SmackDown dell'8 aprile 2022 Gunther e Ludwig Kaiser (nuovo ring name di Marcel Barthel) debuttarono nello show con il primo che sconfisse senza problemi il jobber Joe Alonzo.
Durante il pay-per-view Clash at the Castle, Giovanni Vinci (Fabian Aichner) è entrato a far parte del roster di Smackdown riformando l'Imperium.

## Nel wrestling

### Mosse finali

#### In coppia
- European Bomb/Imperium Bomb (Powerbomb di Aichner/Vinci in combinazione con un Diving European Uppercut di Barthel/Kaiser)

#### In singolo
- Walter/Gunther
  - Beheading (Burning Lariat)
  - Symphonie des Schmerzes (Powerbomb)
  - Soldier's Rest (Rear naked choke)

- Marcel Barthel/Ludwig Kaiser
  - Landungsbrücken (Bridging Leg Hook Belly-to-Back Suplex)

- Fabian Aichner/Giovanni Vinci
  - Death valley driver
  - Spinning sitout powerbomb

- Alexander Wolfe
  - Death Valley driver
  - Sitout powerbomb

### Musiche d'ingresso
- Sinfonia n. 9 in mi minore di Antonín Dvořák (2019–2022)
- General dei def rebel (2022)
- Prepare to Fight (con Sinfonia n. 9 come intro) dei def rebel (2022–2023)
- Sacred dei def rebel (2023–presente)[2]